# Xarag
Xarag (kinesiska: 夏日哈, 夏日哈镇) är en köpinghuvudort i Kina. Den ligger i provinsen Qinghai, i den nordvästra delen av landet, omkring 320 kilometer väster om provinshuvudstaden Xining. Antalet invånare är 5 387. Befolkningen består av 2 380 kvinnor och 3 007 män. Barn under 15 år utgör 20,0 %, vuxna 15-64 år 75 %, och äldre över 65 år 3,0 %.
Trakten runt Xarag är nära nog obefolkad, med mindre än två invånare per kvadratkilometer. Närmaste större samhälle är Qagan Us, 15,3 km väster om Xarag. Trakten runt Xarag består i huvudsak av gräsmarker.
Genomsnittlig årsnederbörd är 301 millimeter. Den regnigaste månaden är juli, med i genomsnitt 75 mm nederbörd, och den torraste är december, med 4 mm nederbörd.